# Качим волжский
Качим волжский (лат. Gypsophila volgensis) — вид двудольных растений рода Качим (Gypsophila) семейства Гвоздичные (Caryophyllaceae). Впервые описан учёной-ботаником А. Н. Красновой в 1972 году.
Согласно «The Plant List», таксон имеет неразрешённый статус («unresolved»).

## Распространение и среда обитания
Эндемик России. Известен из Нижнего и Среднего Поволжья.
Произрастает на известняковых и меловых обнажениях.

## Ботаническое описание
Многолетнее травянистое растение.
Стебли прямостоячие.
Листья линейно-ланцетные или линейные; нижние стеблевые листья затупленные.
Цветки белые, собраны в полузонтиковидное соцветие.
Плод — шаровидная коробочка.
Цветёт с конца июля по август.

## Природоохранная ситуация
Занесён в Красную книгу Саратовской области России. В этом регионе вид считается редким, его популяции исчезают вследствие хозяйственной деятельности (в том числе выпаса скота) и добычи мела.
Охраняется в национальном парке «Хвалынский» (Саратовская область).